# Municipio de Plum Creek (Nebraska)
El municipio de Plum Creek (en inglés: Plum Creek Township) es un municipio ubicado en el condado de Butler en el estado estadounidense de Nebraska. En el año 2010 tenía una población de 139 habitantes y una densidad poblacional de 1,49 personas por km².

## Geografía
El municipio de Plum Creek se encuentra ubicado en las coordenadas 41°5′38″N 97°4′42″O / 41.09389, -97.07833. Según la Oficina del Censo de los Estados Unidos, el municipio tiene una superficie total de 93.04 km², de la cual 92,61 km² corresponden a tierra firme y (0,46 %) 0,43 km² es agua.

## Demografía
Según el censo de 2010, había 139 personas residiendo en el municipio de Plum Creek. La densidad de población era de 1,49 hab./km². De los 139 habitantes, el municipio de Plum Creek estaba compuesto por el 96,4 % blancos, el 1,44 % eran asiáticos y el 2,16 % eran de una mezcla de razas. Del total de la población el 0 % eran hispanos o latinos de cualquier raza.